# Jodide

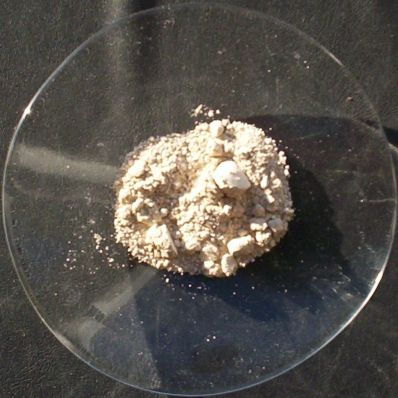
Koper(I)jodide

Jodiden zijn chemische verbindingen waarin het element jodium zich formeel in een oxidatietoestand van -I bevindt. Jodiden kunnen covalente verbindingen zijn, zoals waterstofjodide, of ionaire zouten zoals natriumjodide.

## Ionaire jodiden
Ionaire jodiden (zouten van waterstofjodide) bestaan uit jodide-ionen (I−) en kationen van een ander element (meestal een metaal). De meeste ionaire jodiden zijn goed oplosbaar in water (bijvoorbeeld kaliumjodide en lithiumjodide), met uitzondering van zilverjodide en lood(II)jodide.
Testen op jodide-ionen kan gebeuren door toevoegen van lood(II)nitraat. Vorming van een helgeel neerslag van lood(II)jodide wijst op de aanwezigheid van jodide-ionen.
Di-jood lost beter op in een oplossing van jodide-ionen dan in water wegens de vorming van complexe tri-jodide-ionen :
I−(aq) + I2(s) → I3−(aq)

## Covalente jodiden
Covalente jodiden ontstaan door binding van een niet-metaal met jodium. Enkele voorbeelden :
- fosfortri-jodide
- boortri-jodide
- de schildklierhormonen T3 (tri-joodthyronine) en T4 (thyroxine)
- siliciumtetrajodide